# Зельмень
Зельме́нь (Амта-Зильмен, Арша-Зельман) — река в Сарпинском районе и Малодербетовском районах Калмыкии. Берёт начало в северных Ергенях и течёт преимущественно с запада на восток, согласно данным государственного водного реестра теряется в урочище Солёная Грязь. Длина реки составляет 61 км. Относится к Западно-Каспийскому бассейновому округу.
В долине реки и непосредственной близости от неё расположены сёла Уманцево и Садовое, посёлок Унгн-Тёрячи.

## Название
Название реки происходит от калм. Зелм и переводится как «напиток (для утоления жажды)».

## Физико-географическая характеристика
Река Зельмень берёт начало на севере Ергеней в балке Нугра, выше села Уманцево. Ниже впадения реки Кошарская Зельмень подпитывается грунтовыми водами и из небольшого ручья превращается в полноценную реку. Чуть выше села Садовое в Зельмень впадает второй относительно крупный приток — реку Лесная.
Ниже села Садовое река не имеет притоков и постепенно мелеет, ниже посёлка Унгн-Тёрячи теряясь в урочище Солёная Грязь

### Бассейн
Площадь водосборного бассейна — 530 км². Примерно треть площади водосборного бассейна (165 км²) приходится на бассейн реки Лесной. Большая часть водосборного бассейна Зельмени расположена на территории Сарпинского района Калмыкии. Бассейн реки асимметричен. Основные притоки (реки Кошарская и Лесная) впадают в реку слева.

### Климат и гидрология
Как и у других рек бессточной области Западно-Каспийского бассейна, основная роль в формировании стока реки Зельмень принадлежит осадкам, выпадающим в холодную часть года. Вследствие значительно испарения в весенне-летний период роль дождевого питания невелика.
Количество атмосферных осадков, выпадающих в бассейне реки Зельмень, невелико и уменьшается в направлении с запада на восток. Если в районе села Уманцево, расположенного в верховьях реки Зельмень, среднегодовое количество атмосферных осадков составляет 352 мм, то в посёлке Унгн-Тёрячи, расположенном в низовьях реки, среднегодовое количество атмосферных осадков уменьшается до 337 мм. Согласно классификация климатов Кёппена бассейн реки расположен в пределах зоны влажного континентального климата с жарким летом и умеренно холодной зимой (индекс Dfa).
Более подробная информация о средних температурах воздуха и количестве атмосферных осадков приведена в климатограммах.
| Климатограмма Уманцева                          | Климатограмма Уманцева | Климатограмма Уманцева | Климатограмма Уманцева | Климатограмма Уманцева | Климатограмма Уманцева | Климатограмма Уманцева | Климатограмма Уманцева | Климатограмма Уманцева | Климатограмма Уманцева | Климатограмма Уманцева | Климатограмма Уманцева |
| ----------------------------------------------- | ---------------------- | ---------------------- | ---------------------- | ---------------------- | ---------------------- | ---------------------- | ---------------------- | ---------------------- | ---------------------- | ---------------------- | ---------------------- |
| Я                                               | Ф                      | М                      | А                      | М                      | И                      | И                      | А                      | С                      | О                      | Н                      | Д                      |
| 30 −4 −10                                       | 23 −3 −10              | 22 3 −5                | 23 15 4                | 35 23 11               | 39 28 16               | 35 31 18               | 31 29 17               | 25 22 11               | 22 13 4                | 32 4 −2                | 35 −1 −6               |
| Температура в °C • Сумма осадков в мм Источник: |                        |                        |                        |                        |                        |                        |                        |                        |                        |                        |                        |

| Климатограмма Унгн-Тёрячи                       | Климатограмма Унгн-Тёрячи | Климатограмма Унгн-Тёрячи | Климатограмма Унгн-Тёрячи | Климатограмма Унгн-Тёрячи | Климатограмма Унгн-Тёрячи | Климатограмма Унгн-Тёрячи | Климатограмма Унгн-Тёрячи | Климатограмма Унгн-Тёрячи | Климатограмма Унгн-Тёрячи | Климатограмма Унгн-Тёрячи | Климатограмма Унгн-Тёрячи |
| ----------------------------------------------- | ------------------------- | ------------------------- | ------------------------- | ------------------------- | ------------------------- | ------------------------- | ------------------------- | ------------------------- | ------------------------- | ------------------------- | ------------------------- |
| Я                                               | Ф                         | М                         | А                         | М                         | И                         | И                         | А                         | С                         | О                         | Н                         | Д                         |
| 29 −3 −10                                       | 23 −3 −10                 | 21 3 −5                   | 21 16 5                   | 34 24 12                  | 36 29 16                  | 33 31 19                  | 30 30 17                  | 25 23 11                  | 21 14 4                   | 31 5 −1                   | 33 0 −6                   |
| Температура в °C • Сумма осадков в мм Источник: |                           |                           |                           |                           |                           |                           |                           |                           |                           |                           |                           |

Среднемноголетний расход воды реки Зельмень составляет всего 0,68 м³/с. Максимальный сток приходится на краткий период весеннего половодья. Многолетний объём годового стока — 21,53 млн м³.

### Мосты
Существует несколько автомобильных мостов через реку Зельмень. Начиная от устья вверх по течению, основные мосты расположены на федеральной автодороге Элиста — Волгоград М6 и региональной автодороге Садовое — Абганерово (оба моста расположены у села Садовое). Все мосты на реке являются двухполосными.